# Bahodirjon Sultonov
Bahodirjon Sultonov (in uzbeko: Баходирджон Султанов; 15 gennaio 1985) è un pugile uzbeko.

## Palmarès

### Olimpiadi
- 1 medaglia:
  - 1 bronzo (Atene 2004 nei pesi gallo)

### Mondiali dilettanti
- 2 medaglie:
  - 2 bronzi (Bangkok 2003 nei pesi gallo; Milano 2009 nei pesi piuma)

### Giochi asiatici
- 1 medaglia:
  - 1 oro (Doha 2006 nei pesi piuma)

### Campionati asiatici
- 1 medaglia:
  - 1 oro (Puerto Princesa 2004 nei pesi gallo)